# Antônia (Fußballspielerin)
Antônia Ronnycleide da Costa Silva kurz zumeist einfach nur Antônia (* 26. April 1994 in Pau dos Ferros, RN) ist eine brasilianische Fußballspielerin, die zumeist als Innenverteidigerin oder rechte Außenverteidigerin zum Einsatz kommt.

## Karriere

### Klub
Antônia war in ihrer Jugend und den ersten Profijahren als Futsalspielerin aktiv und stand im Hallenfußball unter anderem für ABC Natal und Portuguesa Tiger auf dem Parkett. Erst mit 22 Jahren wechselte sie zum Feldfußball und debütierte für AA Ponte Preta in der Saison 2017 in der Brasilianischen Meisterschaft. Im Oktober dieses Jahres nahm sie mit Corinthians/Audax, einer Vereinspartnerschaft zwischen den beiden Klubs aus São Paulo, an der Copa Libertadores teil und holte mit ihrer Mannschaft durch einen Finalsieg im Elfmeterschießen gegen CSD Colo-Colo den Titel. Sie selbst kam im Laufe des Turniers zu einem Einsatz in der Gruppenphase. Die Meisterschaft 2018 und den Campeonato Paulista bestritt Antônia mit Osasco Audax, ehe sie im Oktober dieses Jahres zu EC Iranduba da Amazônia wechselte und das Finale um die Staatsmeisterschaft von Amazonas gewann. Im selben Jahr bestritt sie mit Iranduba auch die Copa Libertadores und beendete das Turnier auf dem dritten Platz. Für ihre Leistungen in der Brasilianischen Meisterschaft für Osasco Audax wurde sie im Dezember 2018 ins Team des Turniers gewählt. Im Jahr 2019 startete sie zunächst in der Meisterschaft für Iranduba, ehe Antônia im Sommer zum FC São Paulo wechselte und das Finale der Staatsmeisterschaft von São Paulo erreichte, wo sie mit ihrer Mannschaft Corinthians unterlag. Im Januar 2020 wechselte sie in die spanische Primera División zu Madrid CFF. In zweieinhalb Saisons mit dem Klub aus der Hauptstadt brachte es Antônia auf 44 Spiele und ein Tor, der größte Erfolg sollte dabei der Halbfinaleinzug in der Copa de la Reina 2020/21 bleiben. Im Sommer 2022 wechselte sie innerhalb der spanischen Meisterschaft zu UD Levante und belegte in ihrer ersten Saison die Liga auf Platz 3, was zur Qualifikation für die Women’s Champions League reichte. Beim internationalen Wettbewerb schied sie mit ihrer Mannschaft jedoch bereits in der ersten Qualifikationsrunde gegen den FC Twente aus und beendete die Saison in jenem Jahr als Viertplatzierter. Im Sommer 2024 unterschrieb Antônia für den spanischen Vizemeister Real Madrid.

### Nationalmannschaft
In der brasilianischen A-Nationalmannschaft hatte sie ihr Debüt im Jahr 2020, wo sie auch beim Tournoi de France 2020 eingesetzt wurde. Ihr erstes großes Turnier war dann die Copa América 2022, wo sie auf fünf Einsätze kam und drei Assists im Turnierverlauf ablieferte. Am Ende gewann sie mit ihrem Team das Finale des Wettbewerbs und wurde so Südamerikameister. Dies qualifizierte ihre Mannschaft dann zugleich auch noch für die Weltmeisterschaft 2023 und die Olympischen Spiele 2024. Auch im Finalissima 2023 erhielt sie einen Startelfeinsatz, verlor hier aber am Ende mit ihrer Mannschaft gegen den Gegner England mit 3:5. Bei der Weltmeisterschaft 2023 stand Antônia in allen drei Vorrundenspielen in der Startformation, schied jedoch mit ihrer Nationalmannschaft bereits in der Gruppenphase aus.
Bei den Olympischen Spielen 2024 stand Antônia in allen drei Gruppenspielen in der Startelf. Im letzten Spiel gegen Spanien erlitt sie einen Wadenbeinbruch. Trotz der Verletzung blieb sie die volle Spielzeit auf dem Platz, konnte aber nicht mehr am Turnier teilnehmen. Bei der Copa América 2025 konnte Antônia mit der Auswahl den Titel verteidigen.

## Erfolge
Nationalmannschaft
- Copa América: 2022, 2025
- Silbermedaille bei den Olympischen Spielen: 2024

Corinthians/Audax
- Copa Libertadores Femenina: 2017

Iranduba
- Staatsmeisterschaft von Amazonas: 2018

Auszeichnungen
- Prêmio Craque do Brasileirão Brasilianischen Meisterschaft 2018: Auswahlmannschaft